# Kiribati
Kiribati (phiên âm: Ki-ri-bát, /ˈkiɾibas/), tên chính thức là Cộng hòa Kiribati (tiếng Gilbert: Ribaberiki Kiribati),, là một quốc đảo có khí hậu nhiệt đới nằm ở vùng trung tâm Thái Bình Dương. Nước này có tổng cộng 32 đảo san hô vòng  và một đảo san hô cao, trải trên một diện tích khoảng 3,5 triệu kilomet vuông, rải rác quanh đường xích đạo, và giáp với Đường đổi ngày Quốc tế về phía đông.
Cái tên Kiribati là phát âm địa phương của từ "Gilberts", xuất phát từ đảo chính của nước này là Quần đảo Gilbert. Kiribati giành được độc lập từ Anh Quốc vào năm 1979. Nước này là một thành viên thuộc Khối Thịnh vượng chung Anh, Quỹ Tiền tệ Quốc tế và Ngân hàng Thế giới, và trở thành thành viên đầy đủ của Liên hiệp Quốc vào năm 1999.

### Thời kỳ thuộc địa

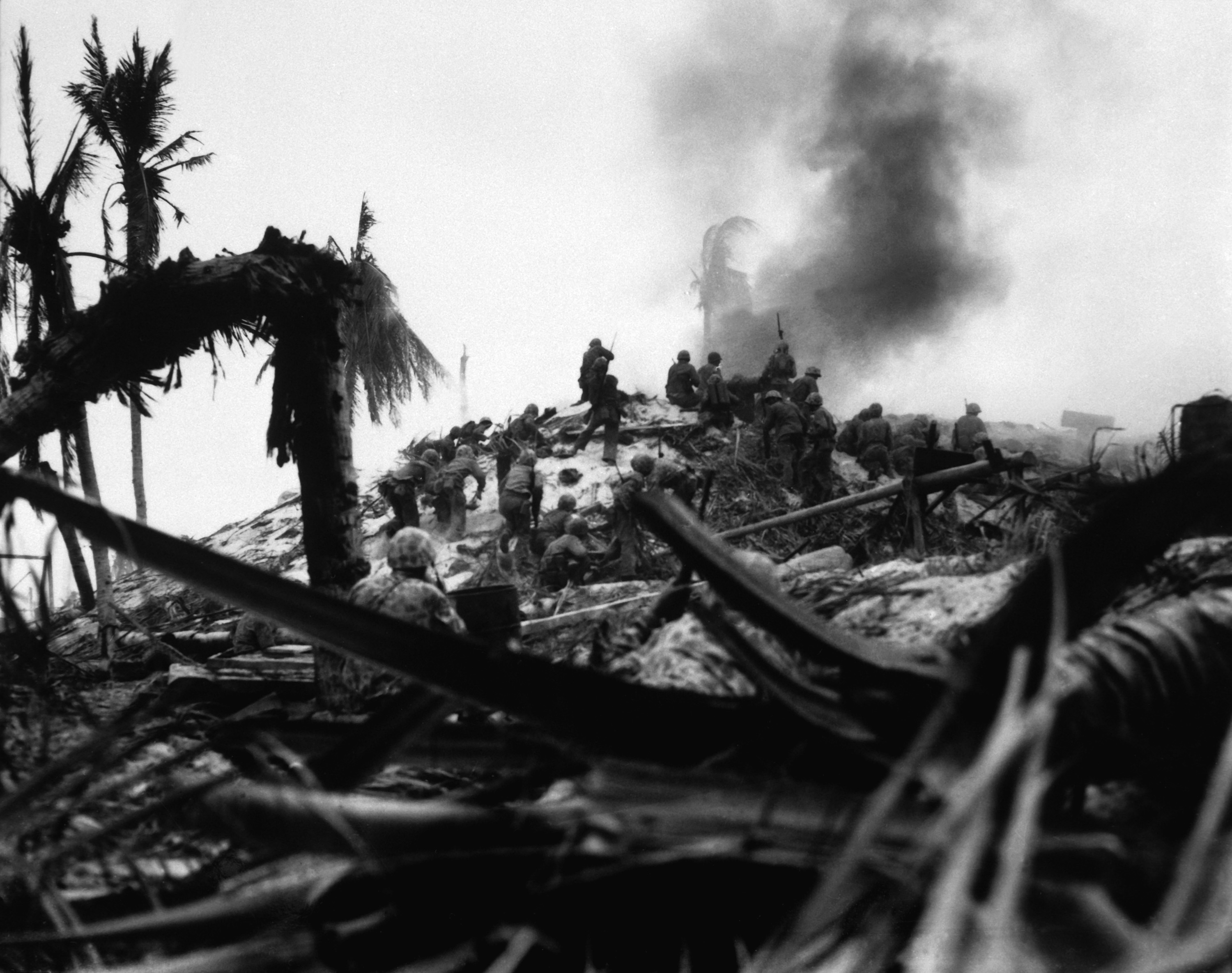
Thủy quân lục chiến Hoa Kỳ tấn công một boong ke của Nhật trong Trận Tarawa vào tháng 11 năm 1943.

## Chính trị

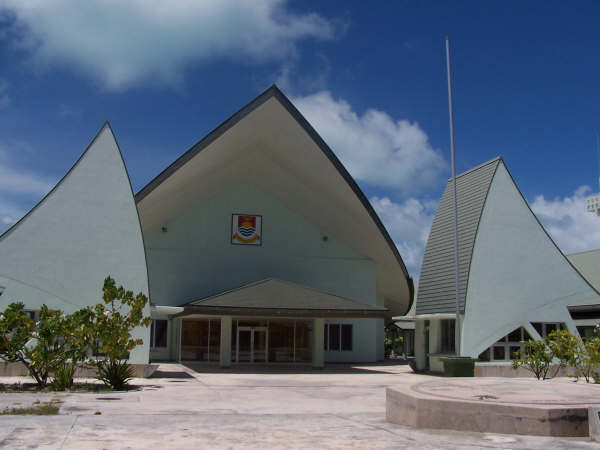
Tòa nhà Quốc hội Kiribati.

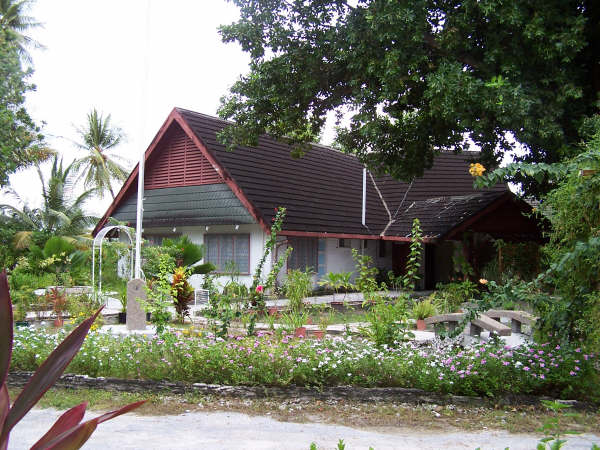
Nơi ở của Tổng thống.

## Địa lý

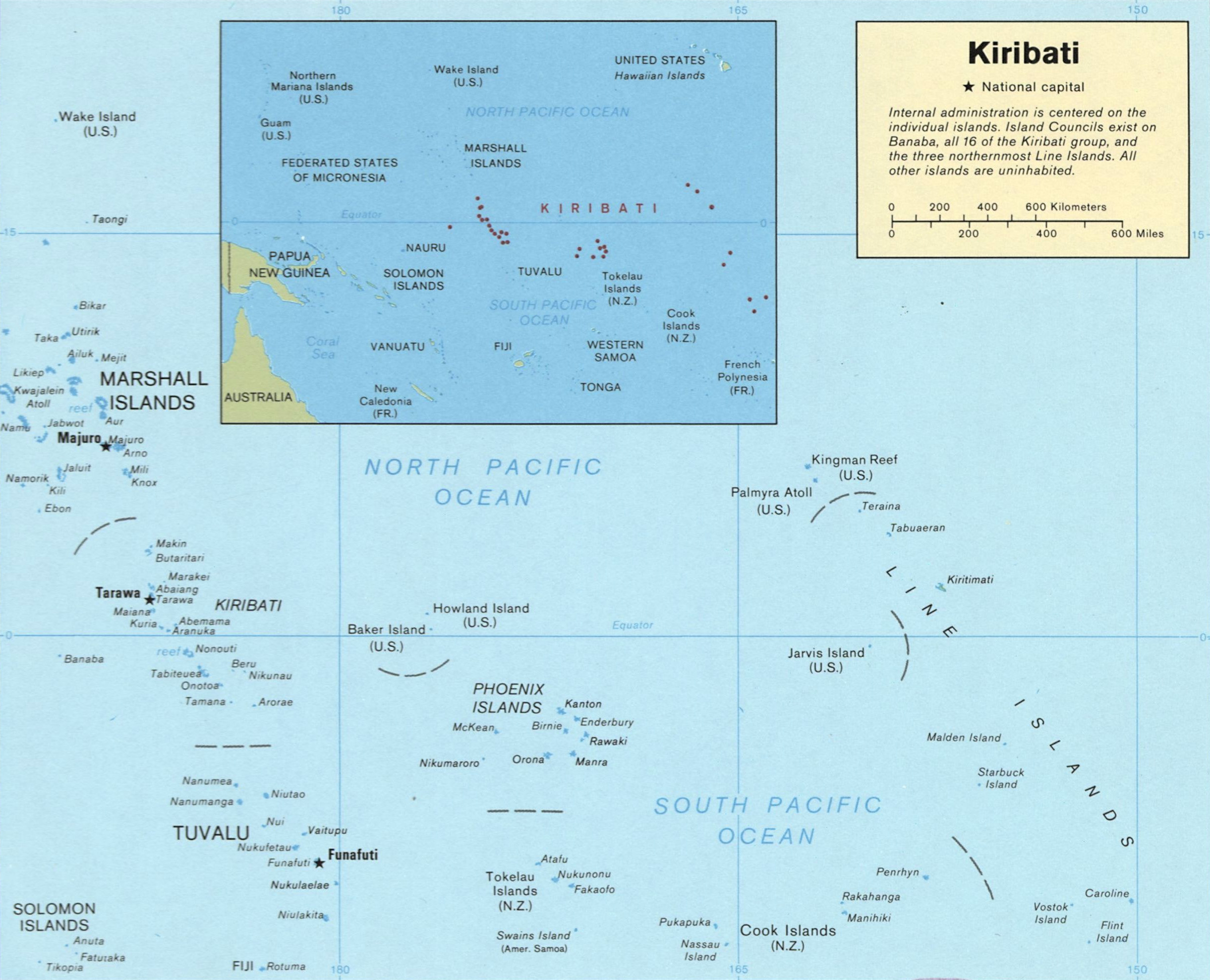
Bản đồ Kiribati.

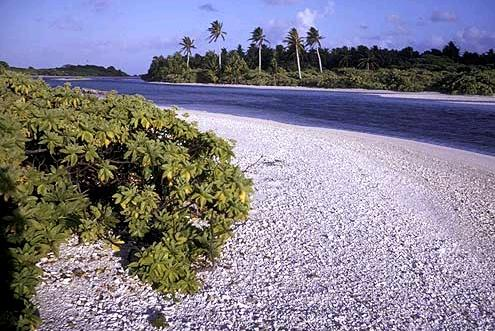
Con kênh nằm giữa mặt tây của đảo Long và đảo Nake thuộc Đảo san hô vòng Caroline.

## Kinh tế

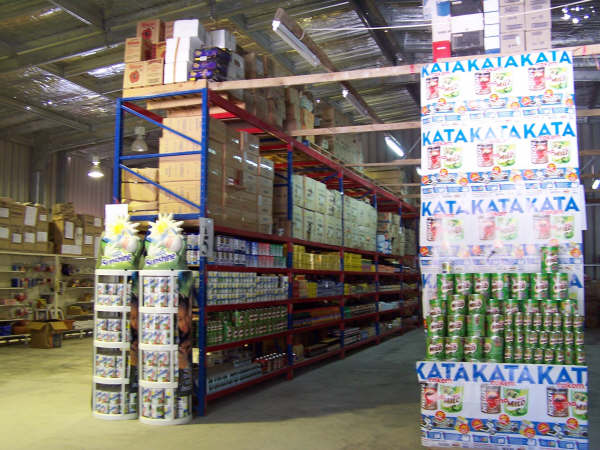
Một nhà kho của Bosj ở Kiribati.

## Giao thông

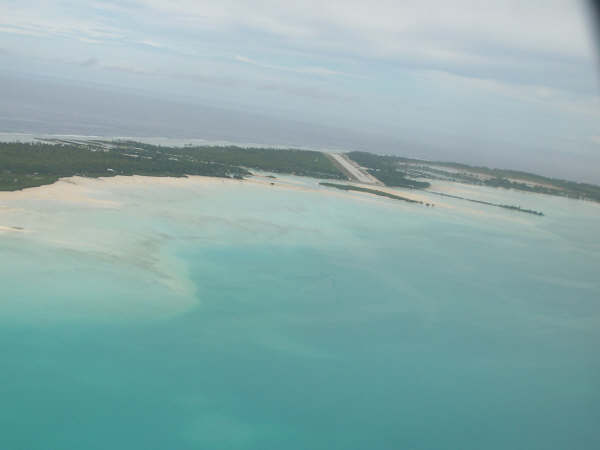
Sân bay Quốc tế Bonriki

### Khiêu vũ

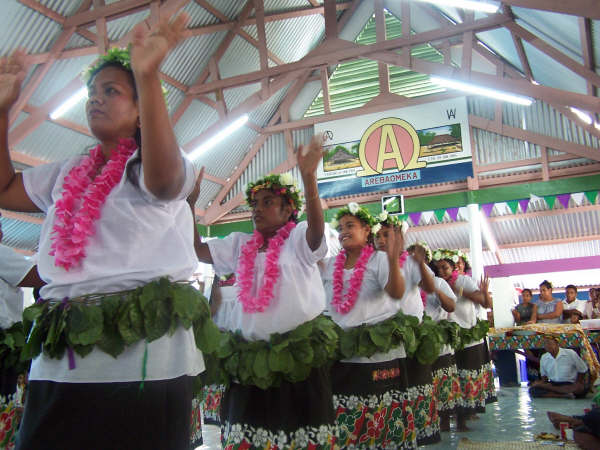
Một điệu nhảy chào mừng